# Anthodioctes meridionalis
Anthodioctes meridionalis är en biart som beskrevs av Urban 1999. Anthodioctes meridionalis ingår i släktet Anthodioctes och familjen buksamlarbin. Inga underarter finns listade i Catalogue of Life.